# 세계 교회 협의회

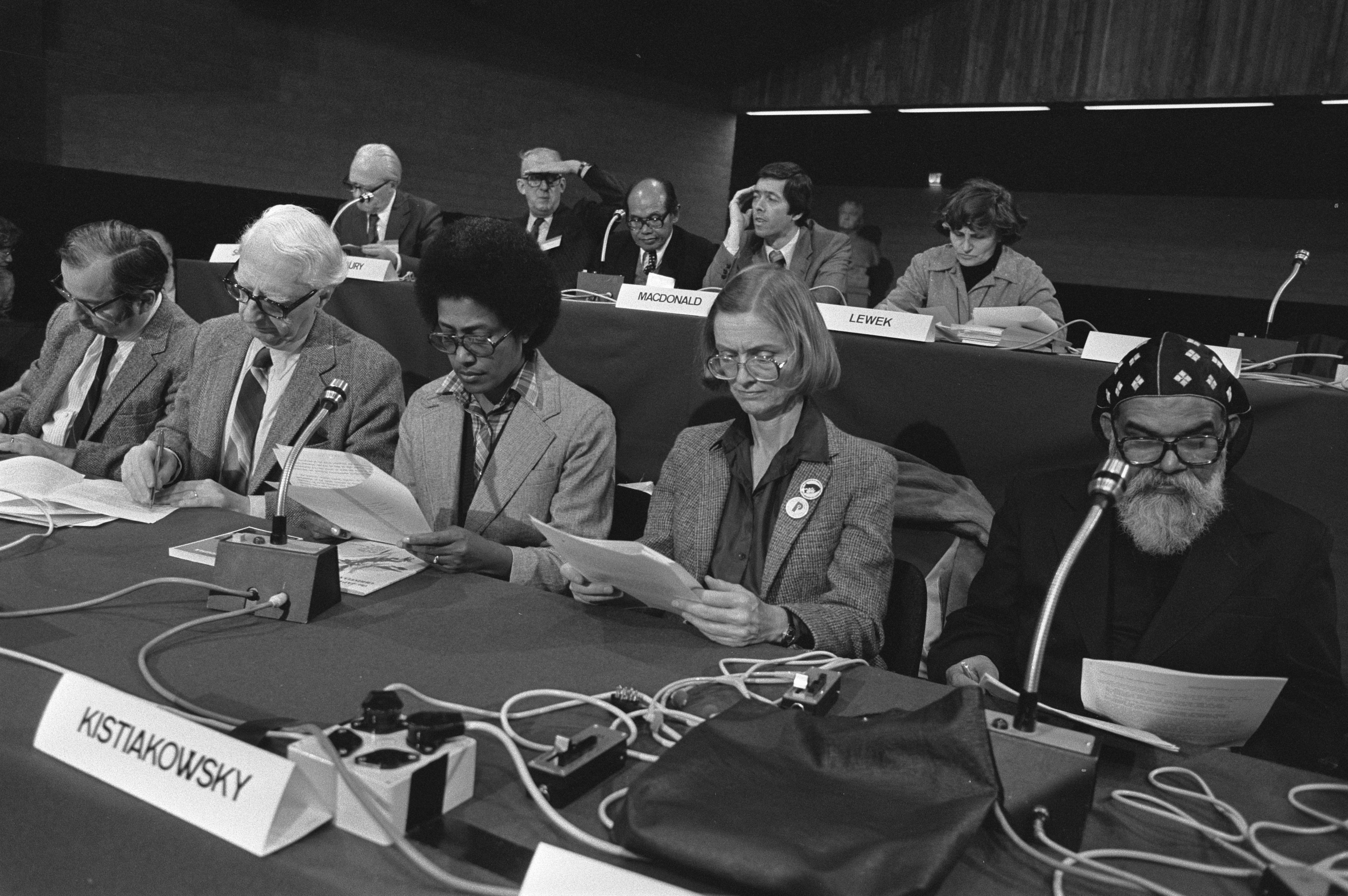

세계 교회 협의회(普世敎會協會, 영어: World Council of Churches, WCC)는 세계적인 교회일치운동(에큐메니컬 운동) 단체이다. 1948년에 네덜란드의 암스테르담에서 개신교회를 중심으로 하는 교회일치운동, 즉 에큐메니컬 운동의 첫 총회를 시작으로 결성하였다. 초창기에는 개신교회 일치 운동으로 시작되었다가 점차 개신교회와 정교회의 교류로 이어졌다. 보편교회의 기본신조인 니케아 콘스탄티노폴리스 신경에 찬동하는 교파들만이 회원으로 인정하며, 반삼위일체 이단 교단이나 타종교는 가입하지 못한다.
이 단체에서 기독교 정통 교파로 인정하는가 아닌가 여부는 현대 기독교계에서 정통과 이단을 나누는 주요한 기준 중 하나이다.
협의회 회원은 교파가 아닌 지역별 교단 단위로 참여한다. 현재는 개혁교회, 감리교회, 침례교회, 루터교회, 성공회, 오순절교회 등의 개신교 교단들, 동방 정교회 교단들, 오리엔트 정교회, 아시리아 동방교회 교단들이 회원교단으로 참여하고 있다.
로마 천주교회와 제칠일안식일예수재림교회는 정식 회원은 아니나 참관인 자격으로 관여한다.
협의회 내에 국제선교협의회, 생활과 실천위원회, 신앙과 직제위원회를 조직하였다. 천주교회는 WCC 의결권이 있는 정회원이 아니지만, 특별히 1980년대부터 신앙과 직제위원회에 참여 위원으로 활동한다. 이 협의회의 성격을 '성서에 따라 예수께서 하나님(하느님)이자 구원자이심을 고백하며, 삼위일체 하나님의 영광을 위해 교회 공동의 부르심에 응답하는 것'으로 규정한다. 본부는 스위스 제네바에 있다.

## 역사
1948년 루터교, 개혁교회(장로교), 감리교, 침례교, 성공회 등의 개신교 주류 교파들과 동방 정교회 대표 성직자들이 네덜란드 암스테르담에 모여서 결성했으며, 1961년 협의회의 성격을 ‘삼위일체이신 한 분의 하나님의 영광으로서의 공통적 부름을 성취하고자 노력하는 교회들의 단체’로 규정하였다. 틀에 박힌 기독교의 교리보다는 상당히 유연하게 예수 그리스도의 제자로서 삶을 중요하게 생각한다.

## 대한민국 기독교계의 세계 교회 협의회 반응
대한민국 기독교계에서 세계교회협의회에 대한 입장은 찬성과 반대, 무관심으로 나뉜다. 참여 찬성측은 개신교회에서는 종교개혁 사상을 지지하는 공교회주의 영향 하에 있는 교단들과 온건적 개혁주의 입장의 교단들이며, 한국 정교회도 포함한다. 반대측은 개신교회 보수적 개혁주의거나, 신복음주의나 근본주의 영향을 받은 교단들이다. 찬성측 교단들 중 공교회주의의로는 기독교대한감리회, 대한성공회, 구세군대한본영, 기독교한국루터회, 기독교하나님의성회(순복음)이 있고, 온건적 개혁주의로는 대한예수교장로회(통합), 한국기독교장로회, 기독교대한복음교회가 있으며, 개신교는 아니나 한국정교회도 참여한다. 반대측은 보수파 개혁주의인 대한예수교장로회(합동)과 한국기독교침례회, 기독교하나님의성회의 보수 교단들이 있다. 예외적으로 한국천주교단은 회원교단이 아니나 긍정적인 태도를 보인다.

### 대한민국 장로교단의 분열 계기
WCC 가입 문제는 한국의 개신교 최대교파인 장로교회(예수교 장로회, 이하 예장)를 두 교단으로 분열시켰다. 한국의 예장은 이미 1930년대 아빙돈성경주석 사건부터 종교개혁 사상을 지지하는 온건파와 세대주의 영향을 받은 보수파가 대립하던 양상을 꾸준히 보였다. 1948년에 국내의 감리교회가 가입한 이후, 예장의 WCC 가입시기에 이르러, 당시 WCC 총재가 네덜란드 개혁교회 목사 호프트였는데도, 정작 회원교단이 아닌 천주교회와의 일치운동이라고 주장하며 반대하는 장로교 보수파인 예장합동과 WCC 가입에 찬성하는 장로교 온건파 예장통합으로 분열됐다.
한국의 예장 총회는 1956년 9월에 열린 제 41회 총회에서 WCC 문제로 찬성파와 반대파가 크게 대립하자 이 운동을 연구할 에큐메니칼 연구위원 8명을 발족했다.여기에 선정된 위원은 한경직(위원장), 전필순, 유호준, 안광국, 박형룡, 박병훈, 환은균, 정규오 등 8명이었는데 앞의 네 사람은 WCC에 지지하는 입장이었고 뒤의 네 사람은 반대파였다. 이들은 다음해 열린 42차 총회에 발표한 첫 보고서에서 단순한 친선과 협조라는 측면에서는 WCC를 지지하지만 교회의 단일화에 대해서는 반대한다는 보고서를 내놓았다. 이즈음 박형룡은 장로교 신학지인《신학지남》에 WCC에 반대하는 견해를 발표하였는데 그는 이렇게 주장했다.
"WCC는 교리적으로는 혼란한 자유주의 지도하에 움직이며 정책적으로는 세계 단일교회의 구성을 최종 목표로 하는 것을 부인하기 어렵다. 그런 고로 복음주의에 입각한 교회의 전통적 신앙을 존중하며 보수하려는 교회와 신도로서는 이 운동에 방심하고 따라갈 수는 없는 것이다."
예장합동에서는 WCC 신학은 기독교만이 참 종교임을 포기하며 예수 그리스도만이 유일한 구세주임을 부인하는 종교다원주의 신학을 내포하고 있다며 강하게 반대하고 있다. 또 WCC는 전 세계적으로 많은 회원교단들이 있는데 그 모든 교단들을 하나의 연합체 안에 모두 수용하기 위해서는 그들만의 교리에 대한 다양성을 인정할 수밖에 없기 때문이다. 이는 개혁주의 교회론이 예수 그리스도를 교회의 머리로 하는 하나의 교회를 주장하지만 WCC의 교회론은 머리되는 그리스도에게 복종하는 교회의 본질보다 기능적인 차원의 교회론이기 때문에 이를 수용하지 못하고 있다. 그러나 예장 합동은 천주교, 정교회에 개방적인 세계복음주의연맹(WEA)에는 참여중이다.

## 소속 및 교류가 가능한 정통교파
WCC 웹사이트 상에 "교회 가족 구성원"이라는 제목으로 정통 교파로 받아들이고 교류가 가능한 교파 및 교회전통들이 열거되어 있다. 이는 현대 기독교계에서 정통과 이단을 나누는 기준이 되기도 한다.
- 아프리카 토착교회
- 성공회
- 침례교회
- 그리스도의 교회
- 복음주의 교회
- 성결교회
- 루터교회
- 인도 정교회
- 감리교회
- 모라비아 형제단
- 복고 가톨릭교회
- 동방 정교회
- 오리엔트 정교회
- 오순절교회
- 개혁교회
- 제칠일안식일예수재림교회
- 아시리아 동방교회
- 구세군
- 로마 가톨릭교회
- 초교파 연합교회

## 소속 교단
세계교회협의회는 교파나 단체 전체가 아니라 해당 국가나 단위별 교단이 가입하도록 되어있다. 동일한 교파라도 국가별 교단이 각각 가입하는 형태이다. 세계 약 110여 국가에 분포하는, 개신교인 루터교회, 감리교회, 성공회교회, 개혁교회, 장로교회 등의 국가별 교단들과 동방 정교회 국가별 교단들인 349개 기독교 교파 교단이 정회원으로 소속되어 있다.기독교 교단인 천주교회와 재림교회는 교파 대표로 이 WCC가 주관하는 대부분의 회의에 참관인(observer)을 파견하고, 신앙과 직제위원회에 참여 위원을 파견했으나, 의결을 행하는 회원 자격은 없다.

### 대한민국의 교회 협의체
- 한국기독교교회협의회

### 대한민국의 회원 교단 (한글순)[9]
- 기독교대한감리회, 1948년 가입
- 대한예수교장로회(통합), 1948년 가입
- 대한성공회, 1999년 가입
- 한국기독교장로회, 1960년 가입
- 한국정교회[10]는 콘스탄티노폴리스 총대주교 예하 교구로 가입되어 있다

CCA(WCC의 아시아 지역본부)에는 구세군대한본영, 기독교대한복음교회가 추가로 가입되어있다.
현재 WCC에서 중앙위원으로 활동하는 한국인으로 박성원이 있다.

## WCC 반대파의 주장과 이에 대한 반박
보수적인 교단들이 WCC를 반대하는 가장 큰 원인은 WCC가 성경의 가장 핵심적 가치인 인간의 죄를 대속한 예수를 통한 구원이라는 기본적 교리에서 벗어나 모든 종교에 구원이 있다는 주장을 하고, 기독교 신앙의 본질과 원칙을 훼손하며 배격하는 입장을 수용하기 때문이라고 알려져있다. 따라서 이러한 사상을 수용하는 교단이나 단체들은 꾸준히 WCC에 대한 반대를 결의하였다. 대한민국에서도 WCC를 반대하는 교단의 입장은, 오직 예수를 통해서만 구원이 있다는 참된 복음의 가치를 지키려는 것이다. 
이에 대해 반박하는 측에서는 WCC 회원교단과 신학자들이 1990년대 WCC 행사에서의 초혼제 퍼포먼스의 무속성에 대해 비판하고 종교다원주의를 배격하자는 성명을 정교회가 발표했던 것을 통해 반박하고 있다.   이뿐만 아니라 세간의 오해와 달리 WCC는 단체 차원에서 공산주의를 옹호하지 않으며 오히려 이슬람 지역, 공산주의 국가들에 의해 자행되었던 기독교 폭력에 대하여 세계적인 복음주의 조직과 함께 대응해왔다. 또한 동성애에 대한 통일된 입장은 없으며 동성애에 반대하는 교단들도 상당수 활동하고 있고 이들의 영향력이 강하다. 따라서 종교다원주의, 친공산주의, 친동성애 단체라는 지적은 WCC의 컨센서스 시스템, 다양한 소속 보수~중도 신학 기반 교단들, 온건 진보 교단들의 정통적인 입장을 상세히 파악하지 않고 제기된 비판이라는 지적이 이어지고 있다. 전통적인 복음주의 기독교인이자 종교자유 전문가인 토마스 쉬르마허,  김상복 목사(세계적인 복음주의권 기독교 목회자) 등의 증언에 의하면 WCC는 상당히 중도화되었으며 지난 10년간 복음주의적 특성이 강화되었다고 한다. 

### 종교 다원주의
대한민국에 개신교 보수파 교단의 WCC반대 입장은 WCC가 종교다원주의 사상을 지지한다고 주장한다. 개신교 보수파 계열로 신학적으로는 기독교 근본주의에 가까운 예장 합동 측 신학교인 총신대 신학대학원과 대학원 신학전공에서는 꾸준히 WCC의 신학적 문제점에 대한 논문들이 나온다. 주요 문제로 WCC의 종교 다원주의를 거론하며 이에 대한 자료들도 정리되어 형성되었다. 개신교 보수파의 주장에 따르면, WCC의 종교다원주의는 성경만이 하나님의 유일무이한 말씀임을 부인하고 기독교만이 유일한 참 종교임을 포기하며, 예수 그리스도만이 죄인의 유일한 구주이심을 부인하며 예수 그리스도 이외에도 구원의 길이 있다는 만인 구원설을 주장하기 때문이라고 주장하며, 이는 개신교의 근본 정신을 뿌리째 부정하는 것과도 같다고 말한다.
하지만, 반대하는 가장 큰 원인은 대한민국 보수파 개신교 교단들이 지지하는 신학때문이다. 그 신학적 성향은 보수적인 신복음주의 계열이다. WCC는 종교통합을 위해 교리적으로 일치될 수 없는 기독교 근본주의를 포함한 종교적 근본주의나 원리주의에 대해 주의할 것을 밝힌다. 다양한 종교의 근본주의와 함께 기독교 근본주의에 대해 반대를 밝히는 WCC를 보수적 개신교에서는 반대한다. 기독교 근본주의와 관련한 개신교 교단들이 WCC의 신학이 잘못되었음을 지적하기 위한 기독교 근본주의적 공격이 종교다원주의이다. 기독교 근본주의 성향의 교단들은 절대로 타종교의 교리와 타협하는 일이 없으므로, 다른 종교나 새로운 사상을 자신들의 교리와 신조와 섞으려는 기독교 교단은 사실상 자신들의 신앙을 포기하는 행위와 다를바 없다고 주장한다. 기독교 근본주의 교단은 악의 존재인 다른 종교와 진리면에서 타협하려는 시도를 종교다원주의로 규정하고, 이를 시도하는 기독교 교단을 악과 접촉하는 단체라고 피력한다.

### Ecclesiam Unam Sanctam 논쟁
- WCC는 교회론적으로 'Ecclesiam Unam Sanctam'을 표방하는데, 이 용어에 대한 이해의 차이로 인해 논란이 존재한다. WCC 측에서는 'Ecclesiam Unam Sanctam'를 사도신조 및 니케아-콘스탄티노플 신조에서 고백하는 '거룩한 교회'로 이해한다.[16]
- 그러나 근본주의 기독교 계열에서는 'Ecclesiam Unam Sanctam'를 지상위(至上位) 하나된 교회로 해석하여[17] WCC가 마치 바티칸의 종교권력과 같이 세계 개신교의 우위에 서려고 한다고 우려를 표한다. 특히, 교황 보니파스 8세와 프랑스 국왕 필립4세의 대립으로 교권 및 세금문제가 격화된 Unam Sanctam 칙령을 들어 WCC의 교회론은 교황 보파니스 8세의 단일 지상교회를 표방한다고 보는 시각이 여전하다. 특히 현실정치에의 적극적 참여를 요구하는 WCC의 선교방식과 불가시적(不可視的)교회에 대한 WCC의 공식 성명이 전무하다는 점은 WCC의 교회론에 의문을 제기하기에 충분하다.
- 또한 바르문서(Baar Statement)에 나타나는 종교다원적 구원론은 Unam Sactam 칙령등의 로마 가톨릭교회의 '구조적 교회론'과 결부시키기도 한다.[18][19]

## 역대 총회
| 연도   | 일자                  | 개최 도시      | 개최국   |
| 1948년 | 8월 22일 - 9월 4일    | 암스테르담     | 네덜란드 |
| 1954년 | 8월 15일 - 8월 31일   | 에번스턴       | 미국     |
| 1961년 | 11월 19일 - 12월 5일  | 뉴델리         | 인도     |
| 1968년 | 7월 4일 - 7월 20일    | 웁살라         | 스웨덴   |
| 1975년 | 11월 23일 - 12월 10일 | 나이로비       | 케냐     |
| 1983년 | 7월 24일 - 8월 10일   | 밴쿠버         | 캐나다   |
| 1991년 | 2월 7일 - 2월 21일    | 캔버라         | 호주     |
| 1998년 | 12월 3일 - 12월 14일  | 하라레         | 짐바브웨 |
| 2006년 | 2월 14일 - 2월 23일   | 포르투알레그리 | 브라질   |
| 2013년 | 10월 30일 - 11월 8일  | 부산광역시     | 대한민국 |

## 같이 보기
- 1910년 세계선교대회
- 세계복음주의연맹(WEA)
- 제1차 세계복음화국제대회
- 한국기독교교회협의회(NCCK)
- 에큐메니컬 운동
- CBS기독교방송(CBS)